# تحريض الإباضة
يعني تحريض الإباضة تنبيه الإباضة عن طريق الأدوية. يُستخدم المصطلح عادةً للإشارة إلى تنبيه تطور جريبات المبيض لمعاكسة انقطاع الإباضة أو قلة الإباضة.

## النطاق
يمكن أيضًا استخدام مصطلح تحريض الإباضة للإشارة إلى:
- تحريض النضج النهائي، بمعنى قدح إطلاق البويضات من جريبات المبيض الناضجة نسبيًا خلال الطور الجريبي المتأخر. وغالبًا ما يستخدم تنبيه المبيض (بمعنى تنبيه تطور البويضات) جنبًا إلى جنب مع إطلاق البويضات، مثلما يُجرى عند التحضير للتلقيح الاصطناعي.[4]
- ظهر فرط تنبيه المبيض المُتحكَم به (تنبيه تطور جريبات متعددة من المبيضين في دورة واحدة) في مجال تحريض الإباضة. يكون فرط تنبيه المبيض المُتحكَم به جزءًا من إجراءات الإخصاب في المختبر، والهدف منه عمومًا تطوير جريبات متعددة (عددها على النحو الأمثل 11 و14 جريب غاري يبلغ قطرها 2-8 مم)، يليها استخراج البويضات عبر المهبل، والحضانة المشتركة التي يتبعها نقل الأجنة، وتكون لجنينين على الأكثر في آن واحد.[5]
- بالإضافة إلى ذلك، عندما يكون انقطاع الإباضة أو قلة الإباضة ثانويين، أي ناتجين عن مرض آخر، يمكن اعتبار علاج المرض الأساسي بمثابة تحريض للإباضة لأنه يؤدي إلى حدوث الإباضة بشكل غير مباشر.[6]

تركز هذه المقالة على التنبيه الطبي للمبيض خلال بدايات الطور الجريبي وحتى منتصفه، دون الحديث على الإخصاب في المختبر لاحقًا، بهدف تطوير جريب مبيضي واحد أو جريبين (وهو العدد الأقصى قبل التوصية بالامتناع عن الجنس).

## المؤشرات
يساعد تحريض الإباضة على معاكسة انقطاع الإباضة أو قلة الإباضة، أي مساعدة النساء اللواتي لا تحدث لديهن الإباضة بشكل عفوي ومنتظم، مثل المصابات بمتلازمة المبيض متعدد الكيسات.

## خيارات الأنظمة العلاجية
الخيارات الدوائية الرئيسة المستخدمة لتحريض الإباضة هي:
- مضادات الإستروجين، التي تثبط الارتجاع السلبي الذي يؤثر من خلاله الإستروجين على الغدة النخامية، ما يؤدي إلى زيادة في إفراز الهرمون المنبه للجريب. الأدوية الأساسية المستخدمة لهذا الغرض هي سترات كلوميفين وتاموكسيفين (وهما من المُعدِّلات الانتقائية لمستقبلات الإستروجين) بالإضافة إلى ليتروزول (مثبط أروماتاز).
- الهرمون المنشط للجريب الذي ينبه المبيضين مباشرة. ويكون بديلًا لدى النساء المصابات بانقطاع الإباضة وذلك بعد مرور 7 إلى 12 دورة استُخدمت فيها مضادات الإستروجين (يتجلى ذلك عند استخدام دواء سترات كلوميفين)، لأن الأدوية الأخرى أقل تكلفة وأسهل في التحكم.[9]

### مضادات الإستروجين

#### سترات كلوميفين
سترات كلوميفين (أو كلوميد) هو الدواء الأكثر استخدامًا لعلاج انقطاع الإباضة. وهو مُعدِّل انتقائي لمستقبلات الإستروجين يؤثر على المحور الوطائي النخامي الغدي التناسلي فيجعله يستجيب كما لو كان هناك نقص إستروجين في الجسم، فيزداد إنتاج الهرمون المنبه للجريب. هذا الدواء سهل الاستخدام نسبيًا. يبدو أن كلوميفين يثبط مستقبلات الإستروجين في الوطاء ويوقف بالتالي الارتجاع السلبي الذي يؤثر من خلاله الإستروجين على إنتاج الهرمون المنبه للجريب. ومن المحتمل أن يؤدي أيضًا إلى التنبيه المباشر للمحور الوطائي-النخامي. وله تأثير على جودة مخاط عنق الرحم وبطانة الرحم، ما يؤثر على اختراق الحيوانات المنوية ونجاتها، لذلك يُعطى مبكرًا في أثناء الدورة الشهرية. سترات كلوميفين محرض إباضة فعال للغاية ومعدل نجاحه 67%. ولكن معدل نجاحها في تحريض الحمل 37% فقط. قد يكون سبب هذا الاختلاف التأثير المضاد للإستروجين لسترات كلوميفين على بطانة الرحم ومخاط عنق الرحم وتدفق الدم الرحمي، وكذلك الانخفاض الناتج في قابلية قناتي فالوب للحركة ونضج البويضات.

#### ليتروزول
يستخدم أطباء الخصوبة ليتروزول لتنبيه المبيض منذ 2001 لأن آثاره الجانبية أقل من كلوميفين ولأنه أقل إحداثًا للحمل المتعدد. وجدت دراسة أُجريت على 150 طفلًا وُلدوا بعد العلاج بليتروزول وحده أو ليتروزول والهرمون المنبه للجريب، وقُدمت في مؤتمر المنظمة الأمريكية للطب التناسلي في 2005، عدم وجود فرق في التشوهات الكُلية ولكنها وجدت معدلًا أعلى لكثير من التشوهات الحركية والقلبية ضمن المجموعة التي تناولت ليتروزول عند المقارنة بالحمل الطبيعي. قارنت دراسة متابِعة أكبر شملت 911 طفلًا بين الذين وُلدوا بعد العلاج بليتروزول بأولئك الذين وُلدوا بعد العلاج بكلوميفين. لم تجد تلك الدراسة أيضًا فرقًا كبيرًا في معدل التشوهات الكُلية، ولكنها وجدت أن التشوهات القلبية الخلقية أعلى بكثير في مجموعة كلوميفين مقارنة بمجموعة ليتروزول.
تكون الجرعة عمومًا من 2.5 إلى 7.5 ملغ يوميًا على مدى خمسة أيام. يؤدي استخدام جرعة أعلى تصل إلى 12.5 ملغ يوميًا إلى زيادة نمو الجريبات وحدوث عدد أكبر من الإباضات المتوقعة، دون تأثير ضار على سمك بطانة الرحم، وتؤخذ في عين الاعتبار لدى اللواتي لا يستجبن بشكل كافٍ للجرعة أقل.

#### تاموكسيفين
يؤثر تاموكسيفين على مستقبلات الإستروجين بطريقة مماثلة لسترات كلوميفين. غالبًا ما يستخدم في الوقاية من سرطان الثدي وعلاجه. ويمكن استخدامه أيضًا لعلاج المريضات اللواتي يُبدين رد فعل تجاه سترات كلوميفين.

### الهرمون المنبه للجريب
تشمل مستحضرات الهرمون المنبه للجريب بشكل رئيسي تلك المشتقة من بول النساء بعد انقطاع الطمث، وكذلك المستحضرات المؤتلفة. تكون المستحضرات المؤتلفة أكثر نقاءً وسهولةً في الإعطاء إلا أنها أكثر تكلفة. المستحضرات البولية بنفس الفعالية وهي أقل تكلفة، لكن استخدامها ليس بنفس السهولة لأنها متوفرة في فيالات لا في أقلام الحقن.

### مضخة الهرمون المطلق لموجهة الغدد التناسلية
تُستخدم مضخة الهرمون المطلق لموجهة الغدد التناسلية لإطلاق الجرعات بطريقة نابضة. يصطنع الوطاء هذا الهرمون المحرض لإفراز الهرمون المنبه للجريب من قبل الغدة النخامية. ويجب تقديم الهرمون المطلق لموجهة الغدد التناسلية بطريقة نابضة لتقليد الإفراز العفوي للوطاء من أجل تنبيه الغدة النخامية لإفراز الهرمون الملوتن والهرمون المنبه للجريب. تكون مضخة الهرمون المطلق لموجهة الغدد التناسلية بحجم علبة السجائر وتحتوي على قسطرة صغيرة. وبخلاف العلاجات الأخرى، لا يؤدي استخدام مضخة الهرمون المطلق لموجهة الغدد التناسلية عادةً إلى حالات حمل متعدد. يقترح فيليكوري من جامعة بولونيا أن السبب المحتمل غياب موجهات الغدد التناسلية عند بدء العلاج، وبالتالي فإن الهرمونات التي تطلقها الغدة النخامية (الهرمون الملوتن والهرمون المنبه للجريب) بعد بدء العلاج تشارك في التحكم الرجعي في إفراز موجهة الغدد التناسلية، بطريقة تحاكي الدورة الطبيعية. يمكن استخدام هذا العلاج أيضًا عند المريضات اللواتي يعانين من نقص الوزن و/أو فقدان الشهية العصابي. واستُخدم أيضًا في حالات معينة من فرط إفراز برولاكتين الدم.

### الاستعمال الوطني والإقليمي
يعد ليتروزول عمليًا النظام الأولي القياسي المُستخدم في تحريض الإباضة في دول الشمال، إذ لم تُسجل أي تركيبة مستخدَمة من كلوميفين هناك.
حظرت الهند استخدام ليتروزول في 2011، مشيرةً إلى المخاطر المحتملة على الرّضع. وقالت لجنة برلمانية هندية في 2012 إن مكتب مراقبة المخدرات تواطأ مع صانعي ليتروزول للموافقة على عقار العقم في الهند.

## الآلية
على الرغم من وجود الكثير من الآليات التشخيصية والتداخليّة الإضافية الممكنة، إلا أن بروتوكولات تحريض الإباضة تتكون عمومًا من:
- تحديد اليوم الأول من الطمث الأخير، والذي يسمى اليوم 1. في حال انقطاع الطمث، يمكن تحريض الدورة الشهرية عن طريق تناول البروجستين الفموي خلال فترة عشرة أيام.[19]
- الإعطاء اليومي للدواء المحرض للإباضة، بدءًا من اليوم الثالث أو الرابع أو الخامس، ويُؤخذ عادة لمدة خمسة أيام.
- الجماع أو التلقيح الاصطناعي بحلول وقت الإباضة.